# عملية الكلور القلوي

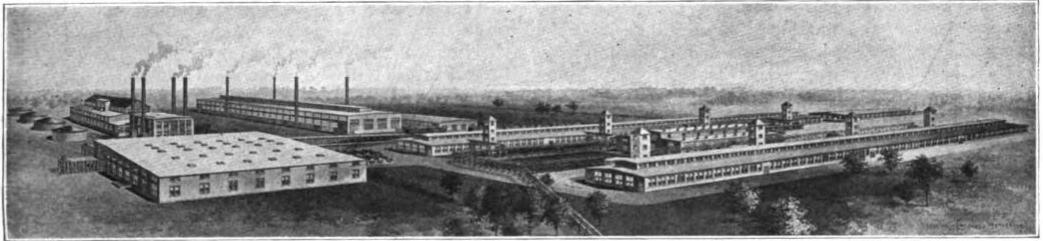
رسم قديم لمصنع تتم فيه عملية ألكلة الكلور في (إدجوود، بولاية ماريلاند)

عملية الكلور القلوي هي عملية كيميائية يتم فيها إنشاء غاز الكلور وغاز الهيدروجين وهيدروكسيد الصوديوم عن طريق عمليه التحليل الكهربائي طبقا للمعادلة التالية:
2NaCl + 2 H2O → Cl2 + H2 + 2 NaOH
أولا يتم إحضار محلول الماء الملحي وتتم علية عملية التحليل الكهربائي لينتج غاز الكلور وغاز الهيدروجين. بينما هيدروكسيد الصوديوم يبقى في المحلول الملحي.